# 1I/ʻOumuamua

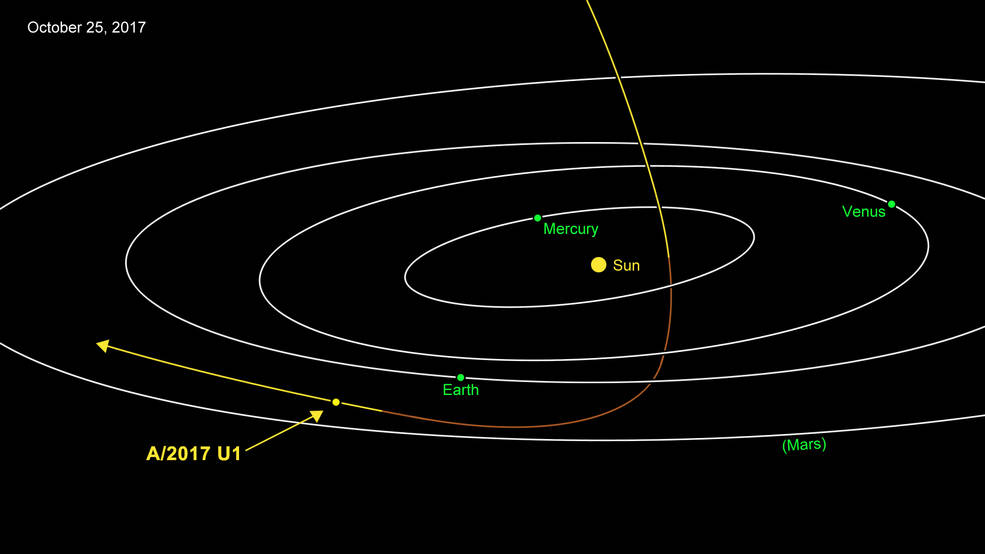
De baan van C/2017 U1 door het zonnestelsel in drie dimensies.

Lichtkromme van Oumuamua

1I/ʻOumuamua, ook bekend als 1I/2017 U1 of kortweg ʻOumuamua, is een interstellair object dat het zonnestelsel in 2017 en 2018 bezocht en weer vertrok. Het was het eerste interstellair object dat ooit in het zonnestelsel werd waargenomen.

## Beschrijving

### Ontdekking
1I/2017 U1 werd op 20 oktober 2017 ontdekt met de STARRS1-telescoop op de berg Haleakala op het Hawaïaanse eiland Maui. Het object bewoog met een snelheid van 44 kilometer per seconde (160.000 km/uur) en werd voor het eerst waargenomen door Rob Weryk van het Instituut voor Astronomie van de Universiteit van Hawaï. Er wordt verondersteld dat 'Oumuamua al honderden miljoenen jaren in alle eenzaamheid door de Melkweg zou zwerven.

### Vorm
Het zou mogelijk om een donker rotsblok met een middellijn van zo'n 150 meter gaan. Het object zou naar schatting minstens 400 meter lang zijn, elke 7,3 uur om zijn as wentelen en spectaculaire helderheidsvariaties (factor 10) vertonen. Dit werd ontdekt door opnamen van de Very Large Telescope van de ESO op de berg Cerro Paranal in de Chileense Atacamawoestijn te combineren met die van andere (grote) telescopen. Uit deze observaties bleek voorts dat het oppervlak een donkerrode kleur heeft (vergelijkbaar met de objecten in het buitengebied van het zonnestelsel en mogelijk een gevolg van de inwerking van miljoenen jaren kosmische straling) en dat het volkomen chemisch inerte materie betreft met geen stofspoor. Dit wijst er mogelijk op dat het een rotsachtig of metaalrijk object betreft dat weinig ijs of water bevat.

### Herkomst
Vermoed wordt dat het object afkomstig is uit de richting van het sterrenbeeld Lier, meer bepaald uit de omgeving van de ster Wega alwaar een planetenstelsel-in-wording is ontdekt. Dat het object ook daadwerkelijk van de omgeving van Wega afkomstig is, wordt uiterst onwaarschijnlijk geacht, aangezien het ongeveer 300.000 jaar over de tocht naar het zonnestelsel moet hebben gedaan. Toen stond Wega ergens anders aan de hemel omdat Wega een eigenbeweging heeft van 0,35 boogseconde per jaar, ofwel 29,1 graden in 300.000 jaar. Het object is hoogst waarschijnlijk afkomstig uit een binair systeem, waarvan een van de twee sterren een relatief hoge massa heeft. Het object passeerde op 24 miljoen kilometer afstand van de aarde en zette vervolgens zijn tocht verder richting het sterrenbeeld Pegasus voort. Het heeft een snelheid ten opzichte van de zon van ongeveer 26,3 km/s.

### Naamgeving
De IAU (Internationale Astronomische Unie, de wereldwijde vereniging van beroepsastronomen) stelde begin november 2017 richtlijnen op voor de naamgeving en classificatie van dit nieuwe soort objecten. Daardoor kreeg A/2017 U1 nu de officiële aanduiding 1I/2017 U1. De I staat voor 'interstellar', de 1 ervoor duidt aan dat dit het eerste dergelijke object is. Daarenboven kreeg het object een echte naam: 'Oumuamua. De Hawaïaanse okina ' voor de O maakt deel uit van de naam, die eerste (boodschapper) van ver betekent.

### Zonnezeil?
De spannende hypothese dat 'Oumuamua een buitenaards voertuig met zonnezeil zou zijn kon niet bevestigd worden. Anderen beschouwen 'Oumuamua als een komeet en geen planetoïde.